# Eleição parlamentar na Etiópia em 2005
A eleição parlamentar etíope de 2005 ocorreu em 15 de maio para renovar a totalidade de assentos da Assembleia Parlamentar Federal, órgão legislativo máximo da Etiópia. Sob pressão da comunidade internacional, o então primeiro-ministro do país, Meles Zenawi, prometeu que este pleito eleitoral provaria a capacidade de um regime democrático firmar-se em uma nação multiétnica. Observadores internacionais da União Europeia e da ONG norte-americana Carter Center participaram da apuração dos votos. A participação total da população etíope apta a votar foi de 82,60%. Um decreto governamental coibindo protestos políticos foi imposto durante a vigência do período eleitoral no país.

## Resultados eleitorais
| Partido                    | Partido                                                  | Votos      | %     | Cadeiras | +/–  |
| -------------------------- | -------------------------------------------------------- | ---------- | ----- | -------- | ---- |
|                            | Frente Democrática Revolucionária Popular do Povo Etíope | 12 237 655 | 54.12 | 327      | 154  |
|                            | Coalizão por Unidade e Democracia                        | 3 983 690  | 17.62 | 109      | Novo |
|                            | Forças Democráticas Unidas Etíopes                       | 2 059 398  | 9.11  | 53       | Novo |
|                            | Partido Democrático Somali                               | 972 260    | 4.30  | 24       | 5    |
|                            | Movimento Democrático Federalista Oromo                  | 452 214    | 2.00  | 11       | Novo |
|                            | Candidatos independentes                                 | 2 905 473  | 12.84 | 23       | 10   |
| Total de votos registrados | Total de votos registrados                               | 22 610 690 | 100   | –        | –    |
| Eleitorado apto a votar    | Eleitorado apto a votar                                  | 27 372 888 | 82.60 | –        | –    |